# Kristin Haynie
Kristin Haynie (* 17. Juni 1983 in Mason, Michigan) ist eine ehemalige US-amerikanische professionelle Basketball-Spielerin, die von 2005 bis 2009 für die Sacramento Monarchs, Atlanta Dream und Detroit Shock in der Women’s National Basketball Association spielte. Zurzeit ist sie Assistenztrainerin der Damen-Basketballmannschaft der Eastern Michigan University.

## Spielerkarriere

### High School (1997 bis 2001)
In ihrer Jugendzeit besuchte Haynie die Mason High School in Mason im US-Bundesstaat Michigan, wo sie für das High-School-Basketballteam spielte. Bereits in ihrem ersten Jahr spielte sie für die leistungsstärkste Damen-Basketballmannschaft der High School, das Varsity Team. Während ihrer Zeit an der High School erhielt sie mehrere Auszeichnungen, so wurde sie beispielsweise zur State of Michigan Gatorade Player of the Year oder Lansing State Journal Player of the Year ernannt. Haynie, die ihr letztes Jahr an der Highschool mit einem Schnitt von 21,3 Punkten, 7,5 Rebounds, 5,5 Assists und 6,1 Steals pro Spiel beendete, spielte auch für die Fußballmannschaft der Schule. Auch im Fußball wurde sie mehrmals ausgezeichnet.

### College (2001 bis 2005)
Haynie studierte von 2001 bis 2005 an der Michigan State University und beendete ihr Studium mit einem Abschluss in family and community services. In dieser Zeit spielte sie auch für die NCAA-Damen-Basketballmannschaft der Universität, die Spartans. Ihre Freshman-Saison beendete Haynie, die meist auf der Position des Guards zum Einsatz kam, mit durchschnittlich 7,8 Punkte und 3,7 Assists pro Spiel. Darüber hinaus wurde sie wegen ihrer guten Leistungen in ihrer ersten Saison in das All-Big Ten Freshman Team berufen. In ihrer Sophomore-Saison konnte sie sich im Vergleich zu ihrer ersten Saison deutlich steigern, wodurch sie zur MSU's Most Improved Player ernannt wurde. Diese Steigerung spiegelt sich auch in ihrer Statistik wider, als sie in ihrer zweiten Saison durchschnittlich 10,1 Punkte und 5 Assists pro Spiel erzielte. Für ihre Leistungen wurde sie in weiterer Folge von den Trainern der Big Ten Conference in das All-Big Ten Team berufen. Ihre Junior-Saison verlief ähnlich erfolgreich wie das vorherige Jahr, als sie die Saison mit durchschnittlich 8,9 Punkten und 4 Assists pro Spiel beendete. Zudem wurde sie erneut in das All-Big Ten Team berufen und wurde darüber hinaus zur besten Spielmacherin der Mannschaft ernannt.
Das erfolgreichste Jahr für Haynie war ihre Senior-Saison, als sie mit der Mannschaft erstmals bei der NCAA Division I Basketball Championship das Finale, wo sie mit den Spartans an der Baylor University scheiterte. Ihr letztes Jahr am College war nicht nur aus mannschaftlicher, sondern auch aus individueller Sicht sehr erfolgreich für Haynie, so wurde sie beispielsweise zur wertvollsten Spielerin der Mannschaft ernannt. Des Weiteren wurde Haynie, die ihre letzte Saison mit einem Schnitt von 10,8 Punkten und 5,4 Assists pro Spiel beendete, zur Big Ten Tournament Most Outstanding Player und Kansas City Regional Most Outstanding Player ernannt und in das First-team All-Big Ten berufen sowie zu einer All-American gewählt.

### WNBA (2005 bis 2009)
Kristin Haynie wurde im WNBA Draft 2005 von den Sacramento Monarchs an der neunten Stelle ausgewählt. In der Saison 2005, die zugleich auch ihre erste Saison in der WNBA war, gewann sie mit den Monarchs ihre erste WNBA Meisterschaft. Sie ist damit die erste Spielerin die im selben Jahr im NCAA-Finale und im WNBA-Finale stand.
In der Saison 2008 traten die Atlanta Dream der WNBA bei und im Expansion Draft entschied sich Atlanta unter anderem für Haynie, die somit in der Saison 2008 für die Atlanta Dream spielte. In der darauffolgenden Saison verlängerten die Dream ihren Vertrag nicht. Am 22. April 2009 nahmen die Detroit Shock Haynie unter Vertrag tauschten sie aber im Laufe der Saison für Crystal Kelly zu den Sacramento Monarchs. Nachdem die Monarchs am Ende der Saison den Spielbetrieb einstellten wurde sie im Dispersal Draft von den Washington Mystics unter Vertrag genommen für die sie aber nie zum Einsatz kam.

### Europa (2006 bis 2008)
Für einige Jahre war sie auch für Vereine in Europa aktiv.

## Trainerkarriere
Nach Ende ihrer Spieler-Karriere trat sie die Stelle einer Assistenztrainerin an der Eastern Michigan University an.